# Drakryttarna
Drakryttarna (org. Dragonflight ISBN 0-345-24776-0), är en science fictionroman från 1968 av Anne McCaffrey. Boken finns i två översättningar på svenska, den första utgiven 1970 översattes av Inge R. L. Larsson och Katrin Bjerrome, den andra utgiven 1992 och översattes av Magnus Eriksson (ISBN 91-7898-189-1). Drakryttarna följs upp av Drakjakten och de är de första böckerna i en lång rad med böcker som utspelar sig på planeten Pern.

## Bakgrund
Boken utgörs egentligen av en hopskrivning av två prisbelönade kortromaner som publicerades 1967 (Weyr Search som belönades med Hugopriset) och 1968 (Dragonrider som belönades med Nebulapriset).

## Innehåll

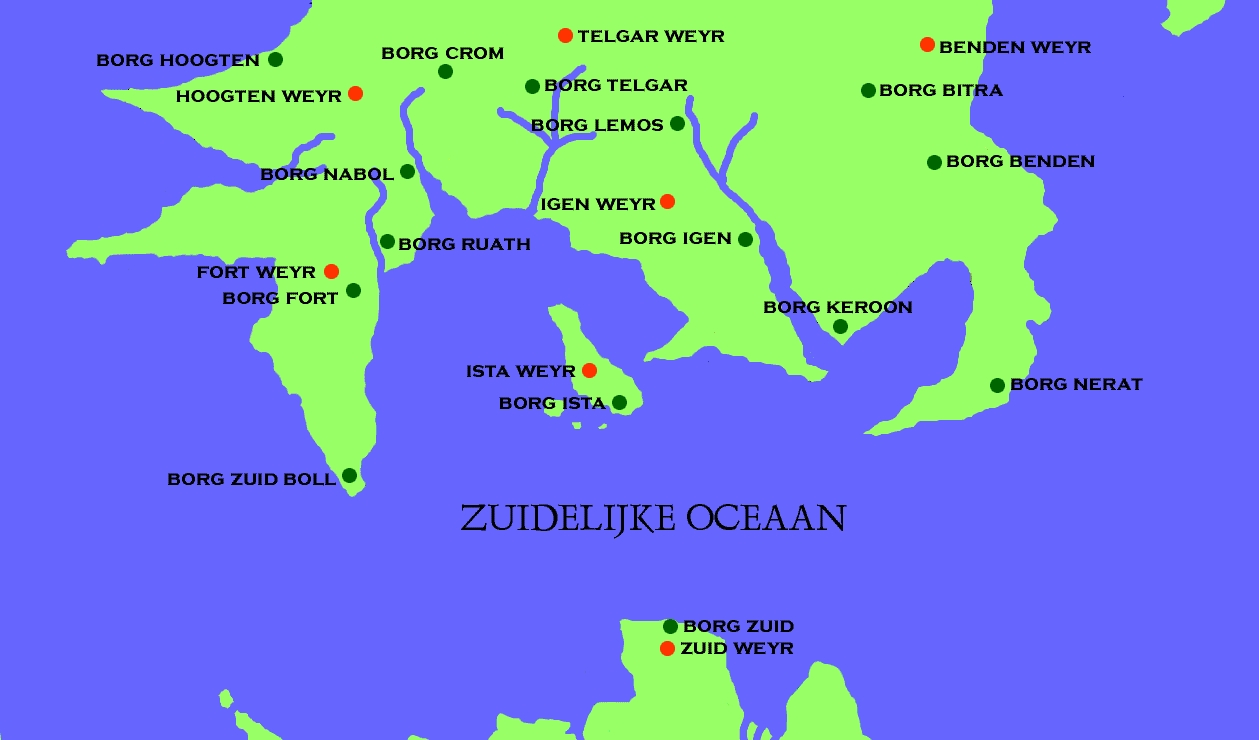
Holländsk karta över Perns norra kontinent.

Människorna har lämnat jorden och slagit sig ned på planeten Pern. Efter några hundra år är all avancerad teknologi bortglömd och ett feodalsamhälle råder. Med jämna mellanrum utsätts Pern för ett yttre hot av Trådar som faller ned på planeten. För att försvara sig mot dessa Trådar samarbetar människor och drakar, där människor präglar nykläckta drakungar för en livslång symbiotisk relation där de kan kommunicera med varandra genom telepati.
När historien börjar har det gått 400 år sedan Trådarna senast föll, och det är inte alla som tror att de kommer att komma tillbaka, så det börjar knotas om den skatt som betalas till drakryttarna. F'lar, som rider Perns största bronsdrake, är däremot övertygad om att Trådarna snart kommer att falla och att en katastrof närmar sig, då det inte finns så många drakar kvar. En nyfunnen förmåga gör det dock möjligt att flyga genom tiden, och en drake sänds bakåt i tiden för att få tag på fler ägg att kläcka nya drakar från. Huvudkaraktären i boken är dock inte F'lar utan flickan Lessa, som upptäcks av F'lar när han letar efter människor med telepatisk förmåga för att kunna prägla nya drakar. Lessa präglar en drottningdrake.